# وایلد ناتین
وایلد ناتین (انگلیسی: Wild Nothing) یک گروه موسیقی ایندی راک/دریم پاپ آمریکایی است که در بلکسبرگ، ویرجینیا تشکیل شد. این گروه از سال ۲۰۰۹ میلادی تاکنون مشغول فعالیت بوده‌است.